# La pelle del leone (film)
La pelle del leone (Lion Around) è un film del 1950 diretto da Jack Hannah. È un cortometraggio animato realizzato, in Technicolor, dalla Walt Disney Productions, uscito negli Stati Uniti il 20 gennaio 1950 e distribuito dalla RKO Radio Pictures. È stato distribuito anche con i titoli Paperino e Qui, Quo, Qua, Paperino e il leone e, dal 1990, Il leone goloso.

## Trama
Paperino sta preparando una torta nella sua baita. Qui, Quo e Qua lo osservano da lontano ed escogitano un piano per prendersi la torta: mentre due di loro distraggono Paperino travestendosi da leone di montagna, il terzo si appropria del dolce. Il piano inizialmente funziona, ma Paperino scopre l'inganno, così rimprovera e caccia via i nipoti, intimandoli di non toccare la torta. Mentre Qui, Quo e Qua si lamentano del loro piano fallito, arriva Louie il puma, che li spaventa. Anche Paperino vede il felino, ma crede che sia un altro trucco dei nipoti; così lo sculaccia, lo schiaffeggia ripetutamente in faccia e lo minaccia di farlo a pezzi, dopodiché ritorna in casa con la torta. Poco dopo, Louie si interessa alla torta e ne mangia una parte prima che intervenga Paperino, quindi irrompe in casa e spacca la porta sul papero, facendogli distruggere la torta. Pensando ancora che siano Qui, Quo e Qua travestiti, Paperino tira la testa di Louie per cercare di stanarli, ma quando vede i nipoti fuori dalla finestra si rende conto della verità. Louie inizia quindi a inseguire per tutta la baita Paperino, che scappa su un albero nelle vicinanze. L'animale però continua nell'inseguimento, finché Qui, Quo e Qua danno allo zio una torta, che la dà a Louie, che decide di non mangiare il papero.

## Distribuzione

### Edizione italiana
Il corto fu distribuito nei cinema italiani il 2 aprile 1969 nel programma Paperino show con il titolo Paperino e Qui, Quo, Qua in lingua originale; tornò al cinema nel 1973 venendo incluso nel programma Pippo, Pluto, Paperino supershow, poi ancora nel 1977 per il film di montaggio Paperino e c. in vacanza e infine nel 1988 in abbinamento alla riedizione del Classico Disney Cenerentola (rititolato Paperino e il leone). Il corto fu inserito nel 1984 in lingua originale nella VHS Pippo, Pluto, Paperino Supershow, mentre per l'inserimento nella riedizione della VHS Pippo, Pluto, Paperino Supershow del 1990 fu doppiato ad opera del Gruppo Trenta. Tale doppiaggio del corto fu utilizzato nelle varie successive occasioni.

### Cinema
- Paperino show (2 aprile 1969)[2]
- Pippo, Pluto, Paperino supershow (9 settembre 1973)[4][7][9]
- Paperino e c. in vacanza (23 luglio 1977)[5]
- Cenerentola (20 maggio 1988)[3]

### Edizioni home video

#### VHS
- Pippo, Pluto, Paperino Supershow (gennaio 1984)[7][10]
- Pippo, Pluto, Paperino Supershow (aprile 1990)[8]
- Topolino & C. naturalmente amici (settembre 2001)[11]

#### DVD
Il cortometraggio è incluso nel DVD Walt Disney Treasures: Semplicemente Paperino - Vol. 3.